# Carcassonne (desková hra)
Carcassonne je moderní společenská hra. Jejím autorem je Klaus-Jürgen Wrede.
Jde o stolní hru pro 2 až 6 hráčů založenou na postupném přikládání jednotlivých kartiček. Tím vzniká krajina s cestami, městy, kláštery a loukami, kterou si hráči obsazují svými figurkami.
Hra získala v roce 2001 první místo v anketě Spiel des Jahres (Hra roku) a Deutscher Spiele Preis (Hra německé veřejnosti).

## Pravidla hry

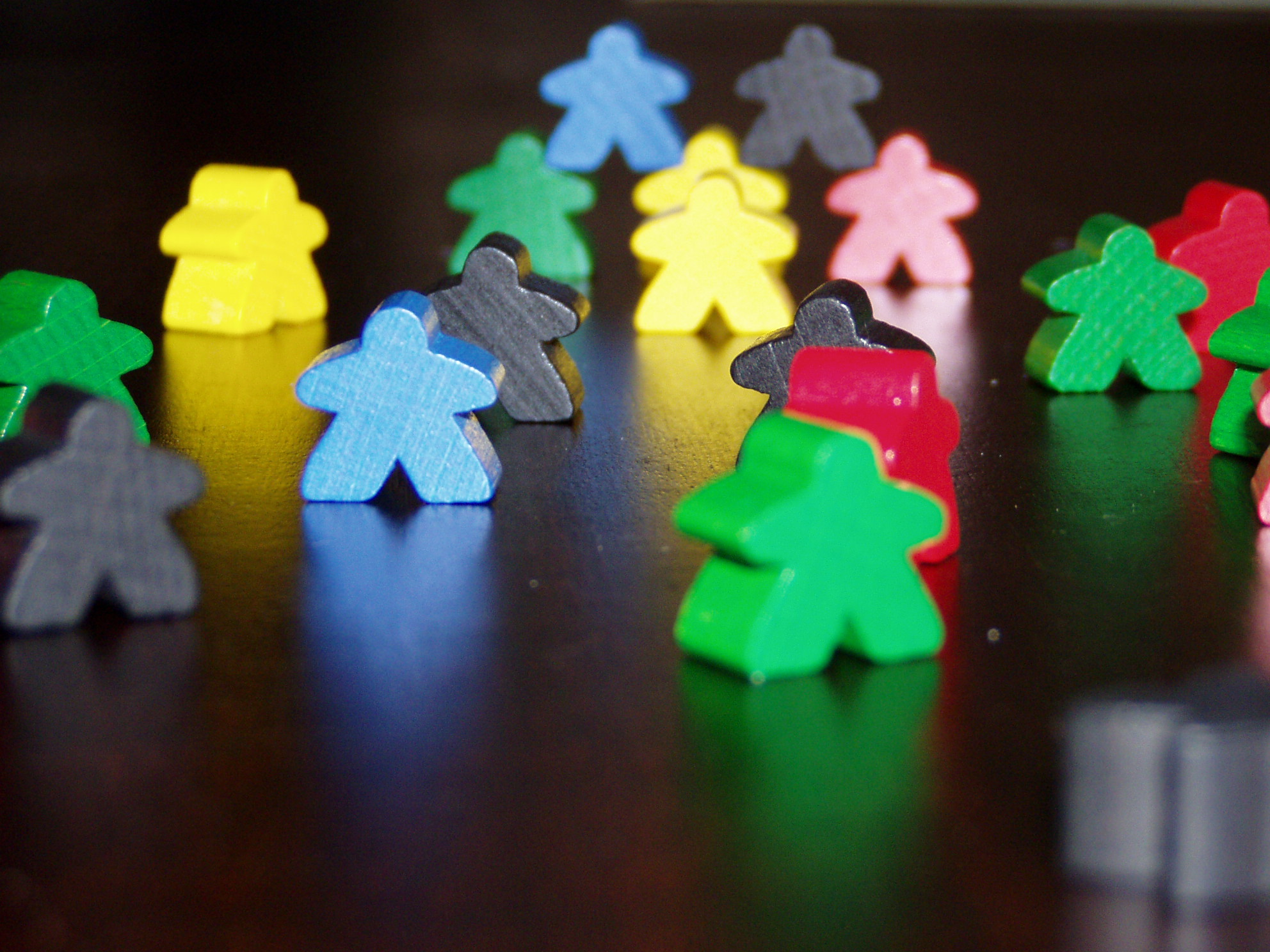
Herní figurky

Většina verzí Carcassonne má základní pravidla shodná: začíná se s jednou počáteční kartičkou vyloženou na stole. Každý hráč si ve svém kole vytáhne jednu náhodnou kartičku a přiloží ji k již vyloženým kartičkám tak, aby na ty, kterých se dotýká stranou, navazovala stejným typem krajiny, cesty či hradbou. Na ni pak může položit jednu svou figurku. Ta mu později přinese body zpravidla podle velikosti krajiny, na níž je umístěna.

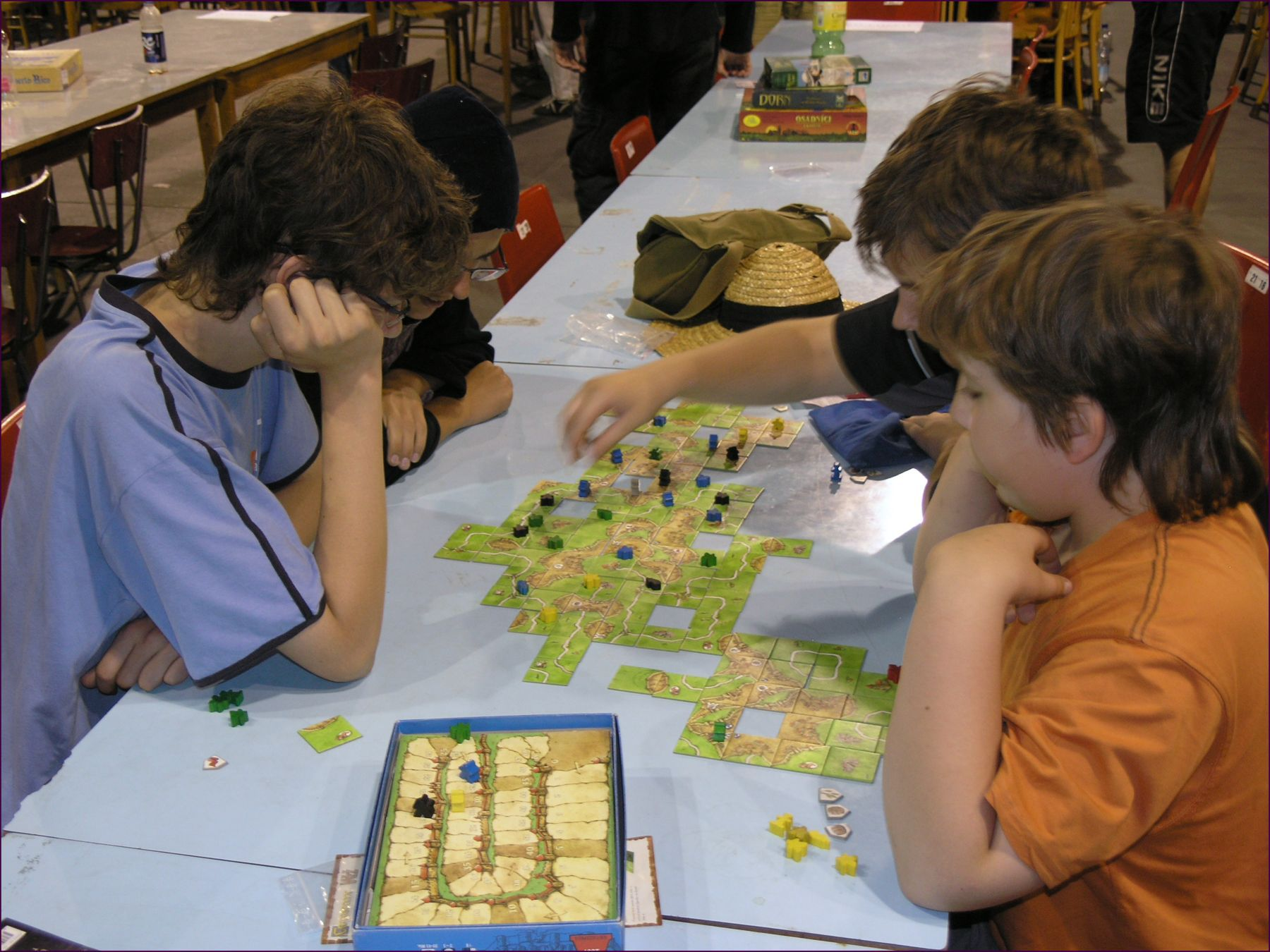
Hráči při hře

Carcassonne – originál je nejznámější variací hry. Je dodáván v modré krabici, obsahuje 72 kartiček s motivy krajiny, figurky pro 5 hráčů a počítadlo. Hráči mohou figurky pokládat na hrací plochu v rolích:
- Rytíř – pokládá se do města
- Lupič – hlídá na cestě
- Mnich – do kláštera
- Sedlák – na louku

Hráč získává z rytíře body podle velikosti města, ze zloděje podle délky cesty, z mnicha podle toho, jestli se mu podaří obestavět klášter krajinou a ze sedláka podle dostavěných měst na sedlákově louce. Body se získávají jak v průběhu hry, tak i po jejím ukončení.

## Rozšíření základní hry

### Oficiální rozšíření vydaná v Česku
- Hostince a katedrály (1. rozšíření)
- Kupci a stavitelé (2. rozšíření)
- Princezna a drak (3. rozšíření)
- Věž (4. rozšíření)
- Opatství a starosta (5. rozšíření)
- Král, hrabě a řeka (6. rozšíření – obsahuje čtyři minirozšíření)
  - Hrabě z Carcassonne
  - Král a loupeživý rytíř
  - Řeka II.
  - Kacíři a kultovní místa

- Katapult (7. rozšíření)
- Mosty a Hrady (8. rozšíření)
- Ovce a Kopce (9. rozšíření)
- Cirkus (10. rozšíření), již pouze v nové variaci hry – lze dosadit i do staré, ale již nesedí ilustrace)
- Řeka I. – V ČR součástí hry Carcassonne: Hrad.
- Král a loupeživý rytíř (dodává se ve dvojici Král a Zvěd v ČR jako součást hry Carcassonne: Hrad)
- Mini 1: Létající stroje
- Mini 2: Dopisy
- Mini 3: Přívozy
- Mini 4: Zlaté doly
- Mini 5: Mág a čarodějnice
- Mini 6: Zbojníci
- Mini 7: Kruhy v obilí – celkem 6 kartiček (v každém Carcassonne Mini obsažena 1 kartička se symbolem kruhu v obilí)
- Družina (Das Gefolge)
- Kolo osudu (Das Schicksalsrad)
- Jubilejní edice – Základní hra společně s novým rozšířením oslava, uložená v krabici ve tvaru figurky.
  - Oslava

### Rozšíření vydaná v zahraničí
- Kataři (Die Katharer – vyšlo pouze jako součást německého časopisu Spielbox v roce 2004, autor: Christwart Conrad)
- Kruhy v obilí I. (Die Kornkreise)
- Tunel (Der Tunnel – vyšel jako příloha časopisu Spielbox v roce 2009)
- Mor (Die Pest – vyšel jako příloha časopisu Spielbox v roce 2010)
- Domy (Die Häuser – vyšly jako příloha časopisu Spielbox v roce 2012)
- Směrová růžice II. (Die Windrosen – vyšly jako příloha časopisu Spielbox v roce 2013)
- Půlky (Halb so wild – vyšly jako příloha časopisu Spielbox v roce 2014)
- Škola (Die Schule)
- Obléhání (Die Belagerer)
- Směrová růžice (Větrná růžice) I.
- Kláštery (Německo)
- Kláštery (Belgie-Holandsko)
- Půlky II.
- La Porxada
- Darmstadt
- Hrady (Německo)
- Katedrály (Německo)

### Všechna rozšíření v kostce
Detailní informace ke každému rozšíření na jednotlivých odkazech!
Hra má několik rozšíření. V prvním rozšíření Hostince a katedrály jsou nové kartičky krajiny a figurky pro šestého hráče. Ve druhém rozšíření Kupci a stavitelé hráči získávají cechy z měst, obsahuje figurky selátka a stavitele, v rozšíření Princezna a drak si mohou soupeři vyhazovat figurky tahem draka, pouze víla ochraňuje figurku před drakem. Dalšími rozšíření jsou Hrabě z Carcassonne, který dává hře taktičtější ráz, a Král. Hru je možno také hrát s Řekou či Řekou II, která se postaví před vlastní hrou a krajina se vytváří kolem ní. Dalším přídavkem ke hře mohou být čtyři nové kartičky Katarů, kde jsou nakreslené pobořené hradby města a se kterými mohou hráči města „obléhat“. Čtvrtým rozšířením je Věž, které obsahuje dva zásobníky na kartičky, nové kartičky se základy pro stavbu věže a figurky věží. S tímto rozšířením vzniká i další role figurky: strážce věže. Páté rozšíření Opatství a starosta přináší kromě 12 nových kartiček krajiny i 6 kartiček opatství a další figurky: starosta, vůz a statek. Šesté rozšíření Král, hrabě a řeka obsahuje sadu dříve vydaných i nevydaných mini-rozšíření: Král a loupeživý rytíř, Řeka II, Hrabě z Carcassonne a zcela nové Kacíři a kultovní místa, které přináší kartičky s kultovními místy, fungující obdobně jako kláštery v základní hře, a figurku kacíře. Rozšíření Katapult přináší do hry zcela nový prvek – malý dřevěný katapult, kterým hráči po vytažení kartičky s příslušným symbolem střílejí žetony na hrací plochu. Rozšíření Mosty a hrady obsahuje dřevěné mosty, kterými spojíte nedokončené cesty, dále obsahuje kartičky s bazary a hrady.

## Hry z rodiny Carcassonne
- Lovci a sběrači
  - Zvěd – rozšíření
  - Kamenná zeď (Die Steinmauer) – rozšíření
- Hrad (v ČR je součástí i rozšíření Král a Zvěd a Řeka I.)
  - Sokol (Der Falke) – rozšíření

- Město
- Objevitelé
- Archa úmluvy
- Děti z Carcassonne
- Mayflower (New World)
- Zlatá horečka
  - Šerif (Der Sheriff) – rozšíření
- Carcassonne Star Wars – inspirováno světem Star Wars

### Lovci a sběrači
Lovci a sběrači je hra založená na stejných principech jako Carcassonne – originál, odehrává se ale v pravěku. Prodává se v zelené krabici. Figurky mají tyto role:
- Sběrač – pokládá se do lesa, je obdobou rytíře, získává body za velikost lesa,
- Rybář – pokládá se na řeky, je obdobou zloděje, získává body za délku řeky a počet ryb v rybnících,
- Lovec – pokládá se na louky, je obdobou sedláka, získává body za zvířata na loukách (jeleny, mamuty),
- Říční systémy (mají speciální figurku ve tvaru chýše) – pokládají se na řeky nebo rybníky a získávají body za počet ryb v systému.

Hra obsahuje ještě 12 bonusových karet, které hráč získává uzavřením lesa.
Několik kartiček navíc poskytuje rozšíření Zvěd, které se v Česku prodává jako součást rozšíření Král a Zvěd, které obsahuje i rozšíření Král k základní verzi hry.

### Hrad
Hra patří do rodiny her Carcassonne, ale systém již je trochu jiný. Nejprve se postaví neměnné hradby a pak se uvnitř staví paláce a nádvoří. Hráči také putují po hradbách (které jsou vytvořené jako počítadlo bodů), a tím získávají různé bonusy.

### Město
Další hra, figurky mají tentokrát role měšťanů, správců městských čtvrtí, trhovců a nebo strážců na hradbách. Hráči budují městské čtvrtě, ulice a trhy.

### Objevitelé
Objevitelé jsou rovněž založeni na principech podobných Carcassonne – originál. Hra je prodávána v bledě modré krabici, obsahuje 84 karet s motivem krajiny a figurky mohou mít tentokrát tyto role:
- Objevitel – pokládá se do nížiny, získává body za velikost nížiny,
- Lupič – pokládá se do hor, získává body za každé město ležící v horách i přilehlých nížinách,
- Námořník – pokládá se na vodní plochu, získává body za každé město na břehu (přístav); v případě uzavřené vodní plochy i za velikost této vodní plochy.

### Archa úmluvy
Hra s křesťanským tématem pro věřící na principu Carcassonne originál.

### Děti z Carcassonne
Velmi jednoduchá hra na principu Carcassonne, určená pro děti již od čtyř let. Na slavnosti na hradě Carcassonne bylo z ohrad vypuštěno mnoho zvířat a úkolem dětí je zahnat je zpět. Na každé kartičce jsou nakresleny cesty rozbíhající se do všech čtyř stran, takže tentokrát lze každou kartičku přiložit k libovolné jiné. Jakmile je cesta uzavřena, hráči položí své figurky dětí na obrázky dětí stejné barvy na uzavřené cestě. Kdo umístí své figurky nejdříve, vyhrál.

### Mayflower (New World)
Hra vydaná roku 2008. Rovněž založená na principu Carcassonne – originál. Tentokrát se hráči ocitají na východním pobřeží Ameriky. Zde staví cesty a farmy, budují města a postupují stále dál a dál na západ.

## Carcassonne na PC
Ukrajinský tým Meridian’93 převedl od roku 2002 pro německou Koch Media tuto stolní hru na počítače řady PC v několika verzích. Na jaře 2006 byly práce na tomto projektu ukončeny. Na domovské stránce věnované tomuto produktu je možno ještě stáhnout některé aktualizace k různým verzím hry. Na stránkách je rovněž návod jak přepnout texty ve hře do angličtiny změnou souboru carcassonne.cfg.
- Carcassonne Classic – poslední aktualizace 1.83, tato verze umožňuje hrát základní verzi hry Carcassonne bez jakéhokoliv rozšíření.
- Carcassonne Add-On – poslední aktualizace 2.0.3.2, základní verze Carcassonne s několika add-ony tedy rozšířeními: Řeka, Hostince a Katedrály a Kupci a Stavitelé. Později přibylo ještě rozšíření Král a Loupežník zakončující aktualizace na verzi 2.0.3.5
- Carcassonne Collector’s Box – poslední aktualizace 2.0.3.5, obsahuje tedy i rozšíření Král a Loupežník
- Carcassonne Jäger & Sammler – poslední aktualizace 2.0, Carcassonne ve verzi Lovci a Sběrači.

Hra má v podstatě ve všech těchto verzích široké možnosti nastavení, několik druhů vzhledu krajiny, např. noční či 3D pohled, počítačové protihráče na různých úrovních obtížnosti (možno detailně nastavit), časový limit, replay, singleplayer i multiplayer mód (hotseat, síťový i online), verze Carcassonne Add-On umožňuje hraní i v týmech.
Stránky původního distributora již nejsou dostupné. Nové vydání Carcassonne (PC) (Hammerpreis) (2011) stejné hry, tentokrát od distributora Deep Silver je dostupné např. na amazonu či stránkách distributora. Pro online hru by již neměl být vyžadován kód.
Dalším zpracováním od Asmodee Digital / Frima Studio je Carcassonne - Tiles & Tactics (2017) vydaná pro Steam (PC) a Android s nyní asi třemi rozšířeními (srpen 2018). Zobrazuje hrací plochu v 2D či izometrickém 3D modelovaném pohledu, nabízí sólo hru, hotseat in online (veřejné, soukromé, bodované hry), jazyk angličtina.
Online webové verze existují v několika provedeních, na BrettspielWelt je možné zahrát si online Carcassonne v základní verzi i s jedním z rozšíření Princezna a drak, Hostince a katedrály nebo Kupci a stavitelé. Dále např. Concarneau Archivováno 29. 11. 2014 na Wayback Machine..

### Ostatní platformy
Hra byla vydána v různých podobách postupně i na další platformy jako například iPhone, DS, Windows Mobile, Xbox360, Android.